# فهرست فیلم‌های ترسناک دهه ۱۹۹۰
فیلم‌های ترسناک منتشر شده در دههٔ ۱۹۹۰ در مقاله‌های زیر فهرست شده‌اند:
- فهرست فیلم‌های ترسناک ۱۹۹۰
- فهرست فیلم‌های ترسناک ۱۹۹۱
- فهرست فیلم‌های ترسناک ۱۹۹۲
- فهرست فیلم‌های ترسناک ۱۹۹۳
- فهرست فیلم‌های ترسناک ۱۹۹۴
- فهرست فیلم‌های ترسناک ۱۹۹۵
- فهرست فیلم‌های ترسناک ۱۹۹۶
- فهرست فیلم‌های ترسناک ۱۹۹۷
- فهرست فیلم‌های ترسناک ۱۹۹۸
- فهرست فیلم‌های ترسناک ۱۹۹۹